# Brigada de la Muerte
La Brigada de la Muerte fue una unidad de las milicias confederales que actuó al comienzo de la guerra civil española en la retaguardia republicana (Tarragona y Bajo Aragón). Oficialmente era la brigada de investigación de la columna de milicianos anarquistas que, procedente de Barcelona, dirigía Antonio Ortiz (la "Segunda Columna", "Columna Sur-Ebro", "Columna Roja y Negra" o "Columna Ortiz"). Su cabecilla era Pascual Fresquet y estaba formada por unos cuarenta milicianos vinculados a la FAI de Barcelona. La Brigada de la Muerte dispuso de unos centros irregulares de detención ("checas") en Caspe, en la calle Rosario, número 12. 
Actuó durante los tres meses posteriores al estallido de la Guerra Civil en dieciséis municipios de la provincia de Tarragona (en las comarcas del El Priorato, Tierra Alta, Ribera de Ebro y Bajo Campo), en un municipio de la provincia de Barcelona (comarca de Osona) y en varios municipios del Bajo Aragón entre julio y septiembre de 1936: Caspe, Fabara, Maella, Gandesa, Falset, Mequinenza, Albalate del Arzobispo, Torelló, Calanda, Samper de Calanda, Híjar, Bot, Flix, Ascó, Ribarroja de Ebro, Mora de Ebro y Reus. Su finalidad era la "limpieza de fascistas" (religiosos, falangistas, militantes de la CEDA, católicos, carlistas, caciques o labradores que se oponían a las colectivizaciones). Su objetivo era implantar pueblo a pueblo el comunismo libertario. Se ha documentado que asesinaron a 247 personas. Se desplazaban en un ómnibus de color negro con calaveras pintadas.
La brutalidad con que operaba la Brigada de la Muerte provocó que el representante de la CNT catalana declarara en el pleno de regionales de la CNT del 16 de septiembre de 1936 en Madrid ante las quejas del representante aragonés:

Cataluña aclara que en Barcelona hay el acuerdo de destituir a Ortiz y al mismo tiempo celebrar una reunión entre los Comités Regionales de Aragón y Cataluña; añade que se nombró en Barcelona una comisión para averiguar las fechorías que comete la Brigada de la Muerte, que dirige Ortiz, y que esta Comisión informará en dicha reunión.

La comisión llamó al orden a su líder, Pascual Fresquet, el cual tuvo que dar cuentas de sus acciones. La Brigada, considerada por la dirección de la CNT como contraria al "espíritu revolucionario", dejó de operar a partir de octubre de 1936.
En 2008, el periodista catalán Toni Orensanz publicó un libro, L'òmnibus de la mort: parada Falset (El ómnibus de la muerte: parada Falset) sobre la columna y los 27 asesinatos que cometieron en una noche en el pueblo natal del periodista, Falset.